# Tokyo Mid-Town Tower
La Tokyo Mid-Town Tower (en référence au quartier Américain) est un gratte-ciel de Tokyo qui mesure 248,1 m pour 54 étages.
Il a été achevé en avril 2007 lui donnant alors le titre de plus haut gratte ciel du Japon.
L'immeuble a été conçu par l'agence japonaise Nikken Sekkei et par l'agence américaine Skidmore, Owings and Merrill (SOM).